# Кей, Яна
Яна Кей, (англ. Yana Kay, настоящее имя — Яна Кивленика, латыш. Jana Kivlenika, род. 20 апреля 1970 года, Рига, Латвийская ССР) — латвийская певица, композитор и автор песен. В дискографии Яны Кей альбомы на английском, русском, латышском, испанском и итальянском языках. Представляла Латвию на международном конкурсе Евровидение 2003 с песней Hello from Mars, в составе трио F.L.Y.. Является исполнительницей песни Медведица из музыки к фильму «Похитители книг», совместно с Ильёй Лагутенко и группой Мумий Тролль. Одна из пионеров вокального направления в жанре Drum’n’bass и 2-step garage. Одна из немногих русскоязычных исполнительниц, чьи песни были в плей-листах английского BBC Radio 1.

## Биография
Родилась 20 апреля 1970 года в Риге.
Отец — Юрис Кивленикс (латыш. Juris Kivleniks, родился 13 сентября 1948 года), по национальности — латыш.
Мать — Гита Кивленика (латыш. Gita Kivlenika, родилась 2 апреля 1947 года), по национальности русская, по профессии — медсестра.
Родители Яны познакомились совсем юными в цирковой студии, оба увлекались спортом, акробатикой и гимнастикой.
Мама обратила внимание на музыкальность дочери ещё в раннем детстве и отдала маленькую Яну в возрасте 6 лет в музыкальную школу учиться игре на фортепиано, а через год, с 7 лет Яна стала заниматься ещё и в хореографической студии, в которой танцевала на протяжении 8 лет. В 16 лет с успехом окончила музыкальную школу, а по окончании средней общеобразовательной школы попыталась поступить на театральный факультет при Латвийской консерватории, но недобрала один балл. В этом же году поступила в Рижский техникум работников культуры и образования (ныне Балтийский колледж культуры), который окончила с отличием.
Музыкальная карьера Яны Кей началась в школьные годы: в старших классах она стала участницей школьного ансамбля, где играла на синтезаторе и одновременно была вокалисткой. После окончания школы ребята не бросили своё увлечение, а создали профессиональный бэнд и стали выступать на различных мероприятиях. С 1990 по 1994 годы выступала в мюзик-холлах Греции.
Профессиональную карьеру как автор своих песен и исполнитель начала в 1995 году, записав свою первую авторскую песню с британским саунд-продюсером Len Davies.
На 2019 год является автором более 100 собственных песен, не только для своего репертуара, но и для молодых исполнителей, таких как Markus Riva, Dina Kina, Katya Steff, Ольга Вершинская, Софья Юрова и др.
Является вокальным педагогом и продюсером.
- 1999: Получила награду «Стопудовый хит» от российского радио Hit FM за песню «Baby girl», совместно с исполнителем Fors. Клип на песню «Baby girl» находился в ротации MTV Russia.
- 2000: Впервые приняла участие в латвийском национальном отборе Евровидения в год, когда Латвия начала своё участие в этом международном конкурсе. Три песни, написанные Яной, попали в финал национального отбора. В той гонке Яне Кей пришлось снять третью песню, и в конкурентной борьбе она уступила лишь Марии Наумовой и группе Brainstorm. Тогда в голосовании не принимали участие зрители, а судьбы конкурсантов решали только члены жюри. В 2000 году выходит дебютный альбом на английском языке «Loveland».
- 2001: Снова попадает в финал национального отбора Евровидения с песней собственного сочинения, под названием «Falling into you».
- 2002: Выпускает авторский альбом «Всё по-другому». Пластинка получит признание как в Латвии, так и за её пределами. Песня из этого альбома «Вспоминай меня» получит широкую популярность за рубежом, в различных ремиксах. Особенный резонанс получит версия в стиле drum’n’bass, которая была выпущена на виниле, при участии Sunchase, на американском лейбле Hostile.
- 2003: С третьей попытки Яна Кей выигрывает национальный отбор Евровидения в составе трио F.L.Y. (совместно с двумя популярными латвийскими певцами — Лаурисом Рейниксом и Мартиньшем Фрейманисом) и представляет Латвию на 48-м международном конкурсе Евровидения. В том же году трио F.L.Y. выпустило студийный альбом на английском языке «Never look back».
- 2006: Кей выпускает англоязычный альбом Magnetic, содержащий 2 диска: один аранжирован в стиле прогрессив-транс британским саунд-продюсером James Coyle, а второй диск, с теми же песнями, сделан в стиле хаус (продюсер DJ Noiz).
- 2008: Яна Кей выиграла популярное в Латвии телевизионное шоу «Zvaigžņu lietus» (с латыш. — «Звёздный дождь») на канале LNT. Условиями шоу было участие профессиональных певцов в дуэтах с непрофессионалами. Яна выступала в дуэте с актёром Интарсом Решетиным. В дальнейшем в свет выйдет альбом Яны Кей и Интарса Решетина на латышском языке под названием Kaut kas starp mums… (с латыш. — «Что-то между нами...»).
- 2014: Яна Кей открывает выставку своих картин под названием Anima Viva (с итал. — «Живая Душа») и представляет одноимённый новый альбом на итальянском языке.
- 2016: Участвовала в ТВ-шоу «Izklausies redzēts», латвийской версии телевизионного шоу международного формата «Your Face Sounds Familiar» или российского «Один в один!». Пела в образах Патрисии Каас, Ванессы Паради, Принса, Лорин, Рошин Мёрфи, Джамирокуай, группы Ленинград и других[4]. Представила новую авторскую программу на русском языке с оркестром, дав серию концертов в Москве.

## Дискография

### Альбомы
- Loveland (2000)
- Всё по-другому (2002)
- Never look back (в составе трио F.L.Y.) (2003)
- Magnetic (2006)
- Kaut kas starp mums… (с участием Intars Rešetins) (2009)
- Anima Viva (2012)
- Decadance (2024)

### Синглы
- My heart is your sweet home (1997)
- Let me fly with you away (1998)

#### 1999
- How can I forget? + Baby girl (с участием Fors) (1999)
- I Wanna B (1999)

#### 2001—2002
- Вспоминай меня (2001)
- Старая пластинка (2002)

#### 2003
- Tears in the rain (2003)
- Run away (2003)
- Hello from Mars (совместно с трио F.L.Y.) (2003)
- U & Me (совместно с Paul B) (2003)
- Sinergy EP (совместно с L.A. project) (2003)

#### 2004
- Remember me (совместно c Sunchase) (2004)
- Eyes of a perfect stranger (совместно с Alucard) (2004)

#### 2008
- Tears in the rain (совместно с Will Holland) (2008)
- Take me to your ride (2008)

#### 2011
- Weapon (совместно с Setrise) (2011)
- Paloma (2011)

#### 2012—2025
- Deep dive (совместно с Alpha Duo) (2012)
- Forbidden (2013)
- Поедем в Сочи (2015)
- Монако (2015)
- Пламя горькой любви (2019)
- Кино (2020)
- Неоновая ночь (2021)
- Голограмма (2021)
- Космос (2023)
- Никогда не расставаться (2024)
- Пазл (2025)

## Видеоклипы
- Baby Girl (ft. Fors, реж. Дмитрий Смирнов) (1999)
- Прикоснись (реж. Дмитрий Смирнов) (2001)
- Вспоминай меня (ft. Ozols) Biotom (2001)
- Всё по-другому Biotom (2002)
- Tears in the rain Biotom (2003)
- Hello from Mars (трио F.L.Y.) (реж. Hindrek Maasik) (2003)
- Tev (реж. Дмитрий Смирнов) (2010)
- Paloma (реж. Дмитрий Смирнов) (2011)
- Hurts (реж. Markus Riva) (2011)
- Perfectly insane (реж. Дмитрий Смирнов) (2012)
- Kad nakts (реж. Markus Riva) (2012)
- Quanto Tempo (реж. Дмитрий Смирнов) (2012)
- Forbidden (реж. Дмитрий Смирнов) (2013)
- Пламя горькой любви (реж. Дмитрий Смирнов) (2019)
- Космос (реж. Дмитрий Смирнов) (2023)
- Как ты хочешь (реж. Мария Фетисова) (2025)

## В рекламе
- Лицо шведского дома моды Panos Emporio[швед.], производящего купальные костюмы (2003)
- Официальный символ и рекламное лицо автомобиля MINI Cooper в Латвии (2005)
- Лицо рекламной кампании Blend-a-med (2010)